# Константин Петкович
Константин Димитриевич Петкович, познат и като К. П. Дмитриев-Петкович, е български учен, публицист и поет и дипломат на Руската империя.

## Биография
Петкович е роден на 28 август 1824 година в българското македонско село Башино село, тогава в Османската империя. Брат е на Андрей Петкович и Димитър Петкович. Учи в Ришельовския лицей (1842 – 1846), в семинарията в Одеса, „Славянска филология“ в Санктпетербургския университет (1848 – 1852).
Приемането му в университета е уредено от Захарий Княжески, който го запознава с Измаил Срезневски, Пьотър Плетньов, Арист Куник и други санктпетербургски учени. Срезневски насочва Петкович към народописни занимания, тъй като самият той се интересува от непознатата българска култура. В резултат от проучванията си Петкович оставя ръкописа „Свадебные обычаи македонских болгар“. През 1852 година превежда на български и публикува редактираните от Стрезневски „Памятники и образцы народного языка и словесности“. Превел е на български език „Зеленохорски ръкопис“ – литературна мистификация на Вацлав Ханка, известен и като „Либушин / Любушин съд“. Н. И Толстой погрешно смята този текст за част от Краловедворския ръкопис на Вацлав Ханка, макар да носи заглавието „Съдът на Любуша“. Петкович според някои данни събира български битови названия за Виктор Григорович.
Петкович е сред първите патриоти, които се обявяват за възстановяването на автокефалността на Българската църква. През 1852 г. предприема заедно с близкия си приятел Натанаил Зографски пътувания с научна цел: Константинопол, светогорските манастири, Македония, Сърбия, Хърватия, Словения, Австрия, Чехия и Полша. В 1851 година подават в Азиатския департамент и на руския министър на просвещението записка за тежкото положение на македонските българи и за нуждата от парична помощ за българските училища в Македония. На следната 1852 година правят проект за създаване на Българска матица, като към идеята им се присъединява и Партений Зографски. Идеята не се осъществява, но скоро в Браила се създава Българското книжовно дружество.
Петкович успява да издейства 1768 екземпляра учебници за българските училища. В Чехия се запознава с Вацлав Ханка, Павел Шафарик и други слависти. В 1853 г. по настояване на цариградските българи съставя записка до руското Министерство на вътрешните работи за независимостта на България.
По време на Кримската война (1853 – 1856) е извикан в Русия. Оттогава до към 1884 г. е руски дипломат във Видин, руски консул в Дубровник (1857 – 1869), Палестина и Бейрут (1870-те).

## Наука
През 1852 г. превежда на руски език „Фонетика на българския език“ от Франц Миклошич. Той е първият български филолог, който работи със славянските ръкописи в светогорските манастири. В неговите научни записки от пътешествието му по Атон (13 октомври – след 16 ноември 1852 г.), издадени 13 години по-късно, се срещат и живи описания на монасите и сложните отношения между славяни и гърци по време на борбата на българите за църковна независимост:
| „ | Този добър старец живее вече отдавна в монастира „Свети Павел“, в който е вложил голяма сума пари, бащино наследство, както и плода на собствения си труд, но днес гръцките монаси не само не му дават и стотинка от процентите, но и го гледат лошо, преследват го и го гонят от манастира. Пред тях той се представя за руснак – за казак – и не смее да се нарече българин, тъй като това име е силно неприятно за гръцкото ухо. С мене говори на развален руски и за мене не беше трудно да разпозная в него земляк и го заговорих на родния ни български език. Щом видя пред себе си сънародник, старецът откри душата си пред мен и ми разказа много неща за своите събратя гърци и за честните им постъпки спрямо българите и изобщо спрямо славяните. Подобни разкази, подобни жалби съм слушал от всички руски монаси, които срещнах в обиколените от мен манастири. Навсякъде нашите братя се оплакват: мъки и беди от лукавия гръцки род!… Старецът Серафим ми подари неголяма църковна книга, написанна на най-новото българско наречие. На нея няма посочена година, нито името на преписвача, но по езиковите признаци е видно, че е писана в Северна България и ако не и повече, то преди около 50 – 60 години. Следователно тя е доста важна за нас българите и като пример за простонародния език, и със своя правопис. | “ |

През 1853 г. Константин Петкович е дописник на „Цариградски вестник“ и „Списание на министерството на народното просвещение“ (Журнал Министерства народного просвещения). Автор е на „Български воин“ – сред първите български революционни стихотворения (1854).
В 1853 година по настояване на цариградските българи Петкович съставя обширна записка „За древните права на българската православна църква“, която е връчена на руското посолство в османската столица. В нея Петкович излага историческите основания за църковна независимост на българската нация. В заключение казва:
| „ | Титулът на Охридския архиепископ и на Търновския патриарх да бъдат възстановени с всичките права и привилегии; да бъдат натоварени да управляват българската църква посредством един синод и техните отношения с вселенския патриарх да бъдат поставени при същите условия както патриарсите на Антиохия, Ерусалим и Александрия или както митрополита на Сърбия. Българската църква да представлява българите пред Портата, както гръцкият патриарх представлява гърците. | “ |

В писмо до Стефан Веркович на сръбски език от 10 декември 1860 година, с което му благодари за изпращането на екземпляр от „Народни песни на македонските българи“, Петкович пише:
| „ | ...Вашата сбирка от български песни има голямо значение в днешно време, когато окончателно още не е установен нашият книжовен език, и който всеки писател обръща и поправя, както си желае. Аз поддържам, че може да се намери в Македония български песни и разкади, в които езикът би бил още по-чист, и то около Битоля, Охрид и Велес. Няма съмнение, че живеещите сега в Македония българи са истински потомци на онези славяни, за които Св. Кирил и Методий са превели свещеното писмо... | “ |

Повечето от трудовете на Константин Петкович са написани на руски език. Пример за вижданията му за българския литературен език, стил и правопис е следващият цитат:
| „ | Изъ между 20 монастири, кои-то сега има на Св. Гора, найважно и найголѣмо значенье представя за насъ Блъгаритѣ Зографъ, како такъвъ монастирь, който отъ пръво врѣмя приіелъ іе славинско начало, зачувалъ го прѣко много векови и противъ много страшни прѣврати и несгоди, и който сега ныие можемо по прѣимущество да наречеме свой; знаемо онъ, како ся пише и въ іединъ блъгарски документъ отъ 14 в., стоялъ ие издавна особито подъ покровителство на блъгарскитѣ православни, благочестиви и христолюбивы цареви. | “ |

Умира през ноември 1898 година в Одеса.

## Памет
На Андрей и Константин Петкович е наречена улица в квартал „Симеоново“ в София (Карта).

## Трудове
- Свадебеные обычаи македонских болгар (ръкопис с дата 1850 г.)
- Древняя чешская песня о суде Любуши с переводом на болгарское наречие (в типографии Императорской академии наук), Санкт Петербург 1852 (превод на Зеленогорския ръкопис на В. Ханка)
- Очерки Белграда, ЖМНП, бр. 8, Санкт Петербург, 1853
- Зографъ, блъгарска Обитель на Св. Гора. Константинополь, 13 Мая 1853. К. Д. Петковичъ, Цариградски Вестник III, бр. 136, 29 август 1853
- Борис, първи християнски цар на блъгарити. Поблъгарена историйска приказка от К. Петкович, писана по словенски от Йосифина Турноградска Б. (в типографията на Тадея Дивичияна), Цариград, 1853
- Момина клетва / Цариградски вестник, бр. 129, 1 август 1853 (стихотворението е публикувано под заглавие „Българска девойка и нейзыина клетва“ / Зора југословенска, Течај 2 (редактор Радослав Разлог), Загреб, 1853, с дата „Немски Градец, 28 – 30 август 1852“
- Известия К. Д. Петковича о рукописях Зографского Святогорского монастыря / Известия Императорской Академии Наук по Отделению русского языка и словесности, т. 2, бр. 9, Санкт Петербург, 1853
- Хрисовуља Иоанна Бранковића, деспота сербског / Гласник Друшства србске словестности, бр. 5, Београд, 1853
- Блъгарски войн, 12 март 1854 (публикувано и в изданието на Петр Безсонов, „Болгарские песни из сборников Ю. И. Венелина, Н. Д. Катранова и других болгар“, Москва, 1855
- Исторический очерк Сербской православной общины в Рагузе / Русская беседа, бр. 111, 1859
- Черногорец Марко Мартинович, обучающий русских бояр (присланных Петром Великом в Венецию) мореплаванию и наутическим наукам / Морской сборник, бр. 6, Санкт Петербург, 1863
- Обзор Афонских древностей (= Приложение к V-ому тому Записок Императорской академии наук, т. 6, кн. 2, прил. № 4), Санкт Петербург, 1865
- Сон султана, Даница, Нови Сад, 1861
- "Черногорiя и Черногорцы (очерки)", Санкт Петербург, 1877